# تاغورة
كانت ثاغورا مدينة فينيقية قرطاجية ورومانية في ما يعرف الآن باسم تاورة، الجزائر.

## اسم
كان الشكل البوني لاسمها هو TGRN (𐤕𐤂𐤓𐤍). ويطلق على اللوحة البويتينغرية اسم ثاكورا.

## التاريخ
كانت تاغورة مركزًا تجاريًا داخليًا تسيطر عليه حضارة قرطاجية. كانت تقع حوالي 40 ميل (64 كـم) جنوب شرق هيبون. سكت فيها عملات برونزية برأس ملتح وحصان راكض تحت نجمة عكسية.